# Phragmatobia pallida
Phragmatobia pallida är en fjärilsart som beskrevs av Rothschild 1910. Phragmatobia pallida ingår i släktet Phragmatobia och familjen björnspinnare. Inga underarter finns listade i Catalogue of Life.